# Besmir Banushi
Besmir Banushi (in Elifba: بيسمير بانوشى; * 24. Juli 1988 in Vlora) ist ein ehemaliger albanischer Radrennfahrer.

## Sportliche Laufbahn
Besmir Banushi gewann 2006 in der Juniorenklasse die Trofej Sajamskih Gradova, und er gewann die Bronzemedaille im Straßenrennen der Balkan-Meisterschaften in Novi Pazar. Im Jahr darauf war er bei einer Etappe der Tour of Albania erfolgreich und wurde wie schon im Vorjahr Zweiter der Gesamtwertung. Bei den Balkan-Meisterschaften in Bitola gewann Banushi 2008 die Goldmedaille im Straßenrennen der Eliteklasse. Von 2010 bis 2012 gewann er drei Mal in Folge die Tour of Albania. 2011 wurde er albanischer Vize-Meister im Straßenrennen, im Jahr darauf belegte er Platz drei. 2012 gewann er ebenfalls die Tour of Kosovo. 2015 und 2017 wurde er jeweils Zweiter der albanischen Zeitfahrmeisterschaft und Dritter im Straßenrennen. 2019 startete er im Straßenrennen der Straßeneuropameisterschaften, kam aber nicht im Ziel an. 2020 wurde er jeweils Dritter der albanischen Meisterschaft im Straßenrennen sowie im Einzelzeitfahren.

## Erfolge
2006
- Trofej Sajamskih Gradova